# Perpendicularidad

La semirrecta AB es perpendicular a la recta CD, porque los dos ángulos que conforma son de 90 grados (en naranja y azul, respectivamente).

En geometría, la condición de perpendicularidad (del latín per-pendiculum «plomada») es cuando una línea recta intersecta con otra, formando un ángulo recto, el cual mide 90°. La perpendicularidad es una propiedad fundamental estudiada en geometría y trigonometría, por ejemplo en los triángulos rectángulos, que poseen 2 segmentos «perpendiculares».
La noción de perpendicularidad se generaliza a la de ortogonalidad.

## Relaciones
La relación de perpendicularidad se puede dar entre:
- Rectas: dos coplanarias son perpendiculares cuando al cortarse dividen al plano en cuatro regiones iguales. Cada una de los cuales es un ángulo recto, al punto de intersección de dos rectas perpendiculares se le llama pie de cada una de ellas en la otra.
  - Semirrectas: dos semirrectas son perpendiculares, cuando conforman ángulos rectos teniendo o no el mismo punto de origen.
- Planos: dos planos son perpendiculares cuando conforman cuatro ángulos diedros de 90°.
  - Semiplanos: dos semiplanos son perpendiculares cuando conforman ángulos diedros de 90°; generalmente, compartiendo la misma recta de origen.

Además, puede existir una relación de perpendicularidad entre los 4 elementos anteriores, tomados de dos en dos.
Si dos rectas al cortarse forman ángulos adyacentes congruentes, son perpendiculares. Por analogía, si dos planos al cortarse forman ángulos diedros adyacentes congruentes, son perpendiculares. Los lados de un ángulo diedro y sus semiplanos opuestos determinan dos planos perpendiculares.

## Rectas perpendiculares en el plano
Para todas las rectas perpendiculares del plano se cumple lo siguiente.

### Notación
Dado el conjunto R de las rectas en el plano, diremos que dos rectas a, b de R son perpendiculares y lo notaremos:
{\displaystyle a,b\in R:\quad a\bot b}
Siendo correcta la notación:
{\displaystyle a\bot b\quad {\mbox{o}}\quad \bot (a,b)\quad {\mbox{o bien}}\quad (a,b)\in \bot }
Si dos rectas no son perpendiculares lo notaremos:
{\displaystyle \lnot (a\bot b)\quad {\mbox{o}}\quad \not \bot (a,b)\quad {\mbox{o bien}}\quad (a,b)\notin \bot }

### Postulado de unicidad
En un plano, por un punto perteneciente o exterior a una recta pasa una y solo una recta perpendicular.

### Construcción de la perpendicular a una recta por un punto dado

Construcción de la perpendicular (azul) a la línea AB a través del punto P.

Para construir una perpendicular a la línea AB a través del punto P usando regla y compás, se procede como sigue:
- Paso 1 (rojo): se dibuja un círculo con centro en P para crear los puntos A' y B' en la línea AB, los cuales son equidistantes a P.
- Paso 2 (verde): se dibujan dos círculos centrados en A' y B', pasando los dos por P. Sea Q el otro punto de intersección de estos dos círculos.
- Paso 3 (azul): se unen P y Q para obtener la recta perpendicular PQ.

Para probar que PQ es perpendicular a AB, se utiliza el criterio de congruencia LLL para los triángulos QPA' y QPB' para demostrar que los ángulos OPA' y OPB' son iguales. Luego se usa el criterio LAL para los triángulos OPA' y OPB' para demostrar que los ángulos POA y POB son iguales.

### Propiedades
Las rectas a, b del plano P, cumplen las siguientes propiedades:
- Relación irreflexiva: toda recta a del plano no es perpendicular a sí misma:

{\displaystyle \forall a\in P:\quad \lnot (a\bot a)}
- Relación simétrica: si una recta a es perpendicular a otra b, la recta b es perpendicular a la a:

{\displaystyle \forall a,b\in P:\quad a\bot b\quad \longrightarrow \quad b\bot a}

## Con relación a líneas paralelas

Las líneas a y b son paralelas, como se ve por los cuadrados, y están cortadas por la línea perpendicular c.

Como se ve en la figura, si dos líneas (a y b) son perpendiculares a una tercera línea (c), todos los ángulos formados en la tercera línea son ángulos rectos. Por lo tanto, en Geometría euclidiana, cualquier par de líneas que son perpendiculares a una tercera línea son paralelas entre sí, debido al quinto postulado de Euclides. Por el contrario, si una línea es perpendicular a una segunda línea, también es perpendicular a cualquier línea paralela a la segunda línea.
En la figura, todos los ángulos naranjas son congruentes entre sí y todos los ángulos verdes son congruentes entre sí, porque los ángulos opuestos por el vértice son congruentes y los ángulos alternos interiores formados por un corte transversal de líneas paralelas son congruentes. Por lo tanto, si las líneas a y b son paralelas, cualquiera de las conclusiones siguientes conduce a todas las demás:
- Uno de los ángulos del diagrama es un ángulo recto.
- Uno de los ángulos naranja es congruente con uno de los ángulos verdes.
- La línea c es perpendicular a la línea a.
- La línea c es perpendicular a la línea b.